# (30811) 1990 OD2
(30811) 1990 OD2 là một tiểu hành tinh vành đai chính. Nó được phát hiện bởi Henry E. Holt ở Đài thiên văn Palomar ở Quận San Diego, California, ngày 29 tháng 7 năm 1990.